# ラテン文学
ラテン文学（ラテンぶんがく、ラテン語:Litterae Latinae）は、ラテン語による文学のことである。

## 特徴
ラテン語による文学は、ギリシア文学の影響を強く受けながら独自の発展を遂げた。共和政末期にキケロらにより洗練され、アウグストゥス帝のもとで黄金期を迎えた。これに比して、アウグストゥス以降のユリウス＝クラウディウス朝から五賢帝時代までの期間は白銀期と呼ばれ、ラテン文学の中興期とされる。西ローマ帝国滅亡後はキリスト教の影響のもと、中世ヨーロッパ唯一の書き言葉として神学や哲学などの様々な作品が書かれた。それらはキリスト教ラテン文学として、それ以前の古典ラテン文学と区別されることがある。ルネサンス期以降、英語、フランス語などの俗語文学に徐々に取って代わられた。

## 共和政期
- リウィウス・アンドロニクス（紀元前284年 - 204年） - 叙事詩の翻訳、悲劇。
- プラウトゥス（紀元前254年頃 - 169年） - 喜劇『アンピトルオー』『黄金の壺』『カシナ』
- エンニウス（紀元前239年 - 149年） - 叙事詩、悲喜劇など　代表作『年代記』『メーデーア』
- 大カト（紀元前234年 - 149年） - 『農業論』
- テレンティウス（紀元前190年 - 159年） - 喜劇『アンドロス島の女』『兄弟』
- キケロ（紀元前106年 - 43年） - カエサルの政敵。ラテン散文の完成者。『国家について』『義務について』『友情について』『老年について』
- カエサル（紀元前100年 - 44年頃） - 将軍であり、政治家。『ガリア戦記』『内乱記』
- サルスティウス（紀元前86年 - 35年頃） - カエサル派の将軍。歴史書『カティリナ戦記』『ユグルタ戦記』

## 帝政期

### 黄金時代
- ウェルギリウス（紀元前70年 - 19年） - ローマ最大の詩人。ラテン韻文の完成者。叙事詩『アエネーイス』、『牧歌（詩選）』、『農耕詩』、『アペンディクス・ウェルギリアーナ』。
- ホラティウス（紀元前65年 - 8年） - 抒情詩人。南イタリアのウェヌシアの人。解放奴隷の子供。ウェルギリウスと親交があった。『抒情詩集』
- オウィディウス（紀元前43年 - 紀元後17年） - 詩人。『転身譜（変身物語）』
- ティトゥス・リウィウス（紀元前59年 - 紀元後17年） - 歴史家。『ローマ建国史』

### 白銀時代
- セネカ（紀元前4年頃 - 65年頃） - ストア派哲学者。皇帝ネロの師。『幸福論』
- ペトロニウス（紀元後? - 55年/66年） - ネロの寵臣。小説『サテュリコン』
- シリウス・イタリクス（26年 - 101年頃） - 詩人。叙事詩『ポエニ戦役』
- タキトゥス（55年頃 - 120年頃） - 歴史家・政治家。『ゲルマニア』『年代記』『同時代史』『アグリコラ』
- マルティアリス（40年頃 - 104年頃） - 詩人。寸鉄詩『エピグランマタ（寸鉄詩集）』
- スエトニウス（70年頃 - ?） - 伝記作者。『皇帝伝』『名士伝』
- アプレイウス（123年頃 - ?） - 小説家。『変身物語（または黄金のろば）（ラテン語版、英語版）』

## 分裂以降
- アウグスティヌス（354年 - 430年） - 北アフリカのヒッポの司教、ラテン教父。『告白』『神の国』
- ボエティウス（480年頃 - 524年頃） - 東ゴート王テオドリックに仕える。『哲学の慰め』『音楽教程』
- トゥールのグレゴリウス（530年頃 - 594年頃） - フランク王国の司教、歴史家。メロヴィング朝の歴史書『歴史十書（フランク史）』。
- フォルトゥナトゥス（530年頃 - 610年頃） - ラヴェンナの宗教詩人。のちポワチエ司教。『詩集』11巻『聖マルタン伝』